# Die Erfindung der Flügel
Die Erfindung der Flügel (original: The Invention of Wings) ist ein Roman von Sue Monk Kidd. Die englischsprachige Originalausgabe erschien 2014 bei Viking. Im Januar 2015 kam die Übersetzung von Astrid Mania bei btb heraus.

## Vorgeschichte
Sue Monk Kidd besichtigte im Jahr 2007 Judy Chicagos Werk The Dinner Party im Brooklyn Museum in New York. Diese Installation enthält die Namen zahlreicher historischer und mythologischer Frauengestalten, unter anderem die der Schwestern Sarah und Angelina Grimké aus Charleston. Sue Monk Kidd, die damals in Charleston lebte, war erstaunt, von diesen beiden Schwestern, die sich zu Beginn des 19. Jahrhunderts für die Abschaffung der Sklaverei, gegen die Rassentrennung und für die Frauenrechte eingesetzt hatten, vorher nie etwas gehört zu haben, und begann sich über die Grimké-Schwestern zu informieren. In ihrem historischen Roman hielt sie sich dann aber nicht in allen Einzelheiten an die überlieferten Quellen. Sie stellte Sarah Grimké als eine der beiden Ich-Erzählerinnen in den Mittelpunkt; die Erlebnisse ihrer Gegenspielerin Hetty bzw. Handful Grimké, einer Sklavin, sind fiktiv. Eine Sklavin namens Hetty hat zwar wirklich existiert, es ist jedoch über sie außer der Tatsache, dass sie jung gestorben ist, fast nichts überliefert.

## Inhalt

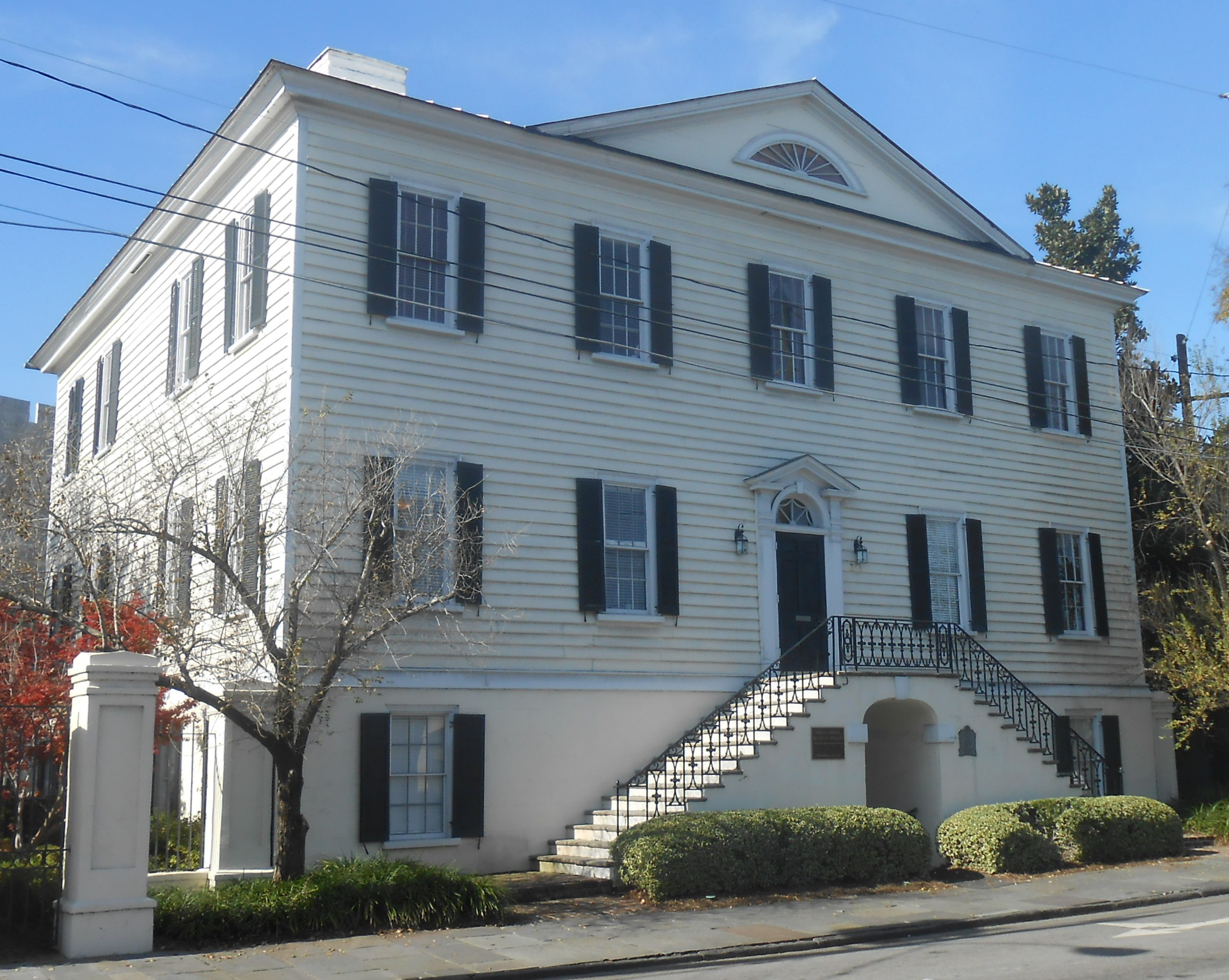
321 East Bay Street, Charleston: Das Haus der Familie Grimké

Die Grimkés gehören zu den einflussreichen Familien in Charleston; der Vater einer zehn- bzw. später elfköpfigen Geschwisterschar übt das Amt eines Richters aus, doch besitzt man selbstverständlich auch Plantagen und die dazugehörigen Sklaven. Auch im Haushalt der Familie arbeiten zahlreiche Leibeigene. Sarah Grimké, ein „Mittelkind“ mit mehreren älteren Brüdern, tut sich aus verschiedenen Gründen schwer im Leben. Sie ist blass, rothaarig und unattraktiv, leidet unter ihrem Stottern sowie unter ihrer Erzieherin und unter der Tatsache, dass ihr als Mädchen keine umfassende Ausbildung zuteilwird. Der Vater, der ihr zunächst noch Zugriff auf seine Bibliothek gestattet und sie in die Dispute einbezieht, in denen er seine älteren Kinder ihre Argumentationstechnik trainieren lässt, hat ihren Blick für dieses Problem wohl noch geschärft, wendet sich aber entschieden gegen seine Tochter, als diese Bestrebungen zeigt, die ihr zugewiesene Rolle als Dame der Gesellschaft und Heiratskandidatin für reiche junge Herren zu verlassen. Auch ihr Bruder Thomas, der ihr zunächst noch Latein- und anderen Unterricht erteilt, hält es für absurd, dass eine Frau den Wunsch äußern kann, Anwältin zu werden, wie Sarah dies eines Tages im Familienkreis tut. 
Zu ihrem elften Geburtstag im November 1803 bekommt Sarah nicht nur ein eigenes Zimmer zugewiesen, nachdem sie bisher in der überfüllten Kinderstube des Hauses gelebt hat, sondern sie bekommt auch die etwa ein Jahr jüngere Hetty als persönliche Zofe geschenkt. Hetty, von ihrer Mutter „Handful“ genannt, ist eine Tochter der Sklavin Charlotte, die mit sämtlichen Näharbeiten im Haushalt betraut wird und nebenbei noch meisterhafte Quilts herstellt, in denen sie mitunter symbolisch, mitunter aber auch im „Klartext“ ihre Geschichte erzählt. Charlotte wiederum ist die Tochter einer schwarzen Sklavin, die als Kind aus Afrika nach Amerika gebracht und von ihren Eltern getrennt wurde, und eines Weißen. Von ihrem Partner, einem Feldsklaven, der Hettys Vater ist, wurde sie schon vor deren Geburt getrennt, als sie nach Charleston beordert wurde. 
Sarah Grimké lehnt das Geschenk spontan ab, was einen Skandal auf ihrer Geburtstagsparty hervorruft, und wird von ihrer Mutter gezwungen, Entschuldigungsbriefe an sämtliche Damen, die bei diesem Vorkommnis anwesend waren, zu schreiben. Als sie sich in die Bibliothek ihres Vaters schleicht und dort ein Dokument hinterlässt, in dem sie Hetty die Freiheit schenkt, ist ihr ebenfalls kein Erfolg beschieden – das Papier findet sich anderntags, in zwei Teile zerrissen, vor ihrer Zimmertür. Sarah glaubt zunächst, es sei ihrer Mutter in die Hände gefallen, da sie von ihrem Vater etwas anderes erwartet hätte, muss aber später feststellen, dass dieser selbst den Freibrief zerrissen hat. 
Hetty erweist sich zunächst als ziemlich untaugliche Arbeitskraft, wird aber von Sarah nach Möglichkeit vor Bestrafungen geschützt. Wie ihre Mutter Charlotte zeigt sie sich ausgesprochen widerstandsfähig und versucht ihre Menschenwürde zu bewahren. Charlotte selbst nimmt Sarah bei der ersten sich bietenden Gelegenheit das Versprechen ab, ihrer Tochter zu helfen, sich zu befreien. Sarah sieht nach dem gescheiterten Freilassungsversuch zunächst keine andere Chance, als Hetty, die immer interessiert zuhört, wenn sie ihr etwas vorliest, das Lesen und Schreiben beizubringen. Dies ist allerdings gesetzwidrig und führt, als es entdeckt wird – Hetty ist eines Tages der Versuchung erlegen, einige Worte in den Lehm auf dem Hof zu kratzen, – zu einem Skandal, ebenso wie das ABC-Lied, das Sarah den Sklavenkindern in der Sonntagsschule beizubringen versucht. 
Im Laufe der Zeit entwickeln sich Sarah und Hetty, die zunächst eine enge Bindung hatten, auseinander. Sarah, die schwer darunter leidet, dass sie keinen Beruf ergreifen kann, erhält ersatzweise die Erlaubnis, Patin ihrer jüngsten Schwester Angelina, genannt Nina, zu werden, und verwendet viel Zeit darauf, dieses Kind nach ihren Vorstellungen zu prägen und ihm einen Abscheu vor der Sklavenhaltung einzuimpfen. Nachdem ihre Verlobung mit einem Heiratsschwindler rückgängig gemacht worden ist, muss sie sich für einige Zeit von der Gesellschaft zurückziehen. Später gibt es einen Skandal, weil sich Angelina geweigert hat, sich konfirmieren zu lassen, was Sarahs Einfluss angelastet wird. Schließlich geht Sarah für längere Zeit in die Nordstaaten, wo sie sich einer Quäkergemeinschaft anschließt, was bedeutet, dass sie in Charleston nicht mehr willkommen ist. Ihre Schwester schließt sich ihr später an, und die beiden entwickeln sich schließlich in den 1830er Jahren zu bekannten Vortragsrednerinnen, die für die Abschaffung der Sklaverei und der Rassentrennung sowie für die Rechte der Frauen eintreten. Angelina heiratet Theodore Weld.
Hetty ist derweil im Haushalt der Grimkés zurückgeblieben und unglücklicherweise auch Sarahs herrschsüchtiger Mutter übereignet worden. Sie erfährt eines Tages, dass ihre Mutter Charlotte wieder einen Partner hat, von dem diese schließlich schwanger wird. Denmark Vesey hat sich nach einem Lotteriegewinn freigekauft. Er hat neben Charlotte noch zahlreiche weitere Freundinnen, was die Beziehung verkompliziert. Doch als Charlotte eines Tages auf der Straße festgenommen wird und einer grausamen Bestrafung zugeführt werden soll, weil sie einer Weißen nicht aus dem Weg gegangen ist, kann sie fliehen und kurzfristig in Veseys Haus unterkommen, wo sie mit einer anderen Partnerin Veseys das Kopftuch tauscht – ihr eigenes ist leuchtend rot und als Fahndungsmerkmal bekanntgemacht worden –, ehe sie versucht, aus dem Umkreis Charlestons zu verschwinden. In der Grimké-Familie hört man jahrelang nichts mehr von ihr und muss annehmen, dass sie tot ist. 
Hetty hütet die zurückgelassenen Einzelteile eines Quilts, in dessen Bildern Charlotte ihre Schicksale festgehalten hat. Das heimlich gesparte Geld, mit dem Charlotte ihre Tochter und sich selbst eines Tages freikaufen wollte, findet sie allerdings nicht mehr in seinem Versteck vor und muss annehmen, dass Charlotte es bei ihrer Verhaftung bei sich hatte. 
Unterdessen wird die schwangere Charlotte von einem Weißen, der auf die Jagd nach entlaufenen Sklaven spezialisiert ist, gefangen und an einen Plantagenbesitzer in weiter Ferne verkauft. Sie versucht mehrmals mit ihrem Kind zu fliehen und wird dafür grausam bestraft, unter anderem wird sie gebrandmarkt und ihr Besitzer schlägt ihr mit einem Hammer die Zähne aus, damit sie leichter zu erkennen ist, wenn sie wieder fliehen sollte. Nachdem er auch angedroht hat, ihre Tochter Skye für die Fluchtversuche der Mutter zu bestrafen, unternimmt sie einige Jahre lang keine mehr. Doch als der Besitzer sich an die mittlerweile dreizehnjährige Skye heranzumachen beginnt, plant Charlotte einen neuen Fluchtversuch – und dieser gelingt. Sie taucht eines Tages mit Skye im Haus der mittlerweile verwitweten Mrs. Grimké auf, stirbt aber wenig später, nachdem sie Hetty noch verraten hat, dass das gesparte Geld in einem Quilt versteckt ist.
Skyes Vater lebt zu diesem Zeitpunkt schon nicht mehr: Denmark Veseys Pläne eines Sklavenaufstandes sind verraten worden und er wurde gehängt, und zwar vor Hettys Augen, die in diese Pläne einbezogen gewesen war. Sie war es unter anderem, die für Vesey und seine Verbündeten zwei Gussformen für Kugeln aus dem Zeughaus gestohlen hat. Selbst mittlerweile durch einen Unfall in einer Tretmühle, in die sie zur Strafe geschickt wurde, entstellt und behindert, hat Hetty wenige Wochen vor Charlottes Rückkehr einen Brief an Sarah geschrieben, in dem sie geäußert hat, sie wolle einen Fluchtversuch unternehmen, auch wenn sie dabei umkommen sollte. Durch diesen Brief alarmiert, ist Sarah zusammen mit ihrer Schwester nach Charleston zurückgekommen, vorgeblich, um ihre alternde Mutter zu besuchen. Sie möchte noch einmal einen Versuch unternehmen, Hetty ihrer Mutter abzukaufen. Dies gelingt ihr nicht; außerdem wird ziemlich schnell klar, dass sie als unerwünschte Quäkerin ihre Familie in Charleston in Gefahr bringt und schleunigst wieder abreisen sollte. Außerdem ist mittlerweile der Familie Grimké der von Hetty zusammengenähte Quilt Charlottes vor Augen gekommen, und empört über die Anklagen, die in diesem Stück Textil festgehalten sind, will Mrs. Grimké schleunigst etwas gegen Hetty und Skye unternehmen. 
Sarah und Hetty hecken daraufhin einen Plan aus: Die Trauerkleider der Damen Grimké – außer der Witwe des Richters lebt auch Mary, eine Schwester Sarahs und Angelinas, wieder in dem Haus in Charleston – werden gestohlen und umgearbeitet, und eingehüllt von Kopf bis Fuß sowie mit weiß geschminkten Gesichtern, die durch die Schleier nur undeutlich zu sehen sind, verlassen Hetty und Skye, vorgeblich Besucherinnen der Familie, das Haus in einer Kutsche, die von Goodis, einem weiteren Sklaven, gefahren wird. Goodis, mit dem Hetty über Jahre ein Verhältnis gepflegt hat, nachdem sie dies zuerst strikt abgelehnt hatte, durchschaut die Tarnung, verrät sie aber nicht, und so können die beiden Sklavinnen ein Schiff betreten, das im Hafen von Charleston liegt und mit dem auch Sarah wieder abreisen will. Die Kontrolle an Bord des Schiffes können sie täuschen, indem Hetty als vorgebliche Witwe auf die Frage, wohin sie fahre, so tut, als habe es ihr die Stimme verschlagen und als ringe sie mit den Tränen, woraufhin der Kontrolleur ihr nur kondoliert und sich taktvoll zurückzieht. Die Erzählung endet mit der Abfahrt des Schiffes aus Charleston.

## Rezeption
Julian Bergmann rezensierte das Hörbuch, das zu Die Erfindung der Flügel erschienen ist. Sie fand die Welt, die Kidd schildert, sehr „greifbar“ dargestellt und die Perspektivwechsel zwischen Sarah und Hetty „elegant“ gelungen. „Dieses Hörbuch bewegt und macht zeitweise sogar wütend“, meinte sie.
Suzanne Berne von der New York Times erklärte, Kidd mache sich den alten Trick zunutze, zwei äußerlich höchst verschiedene Charaktere ihre Gemeinsamkeiten finden zu lassen. Dabei wirke die weitgehend fiktive Hetty weitaus lebendiger als die historisch belegte Sarah Grimké, und es wirke nicht ganz glaubhaft, wie wenig der Konflikt, der allein schon durch ihre gesellschaftlichen Rollen zwischen Sarah und Hetty entsteht, zwischen diesen persönlich ausgetragen werde.

## Ausgaben
- Sue Monk Kidd, Die Erfindung der Flügel. Aus dem amerikanischen Englisch übersetzt von Astrid Mania, btb 2015, ISBN 978-3-442-75485-4